# Sun Is Up (R.I.O.-Lied)
Sun Is Up ist ein Lied des deutschen Dance-Projekts R.I.O. Es wurde am 22. Mai 2015 als Single und Download veröffentlicht. Als Stimme für diesen Song holten sie sich den US-amerikanischen Sänger U-Jean, der bereits viele weitere Tracks des Dance-Projekts sang, ins Studio. Vorgestellt wurde der Titel erstmals auf der Kontor House of Houe - Summer Edition 2015.

## Hintergrund
Im Vergleich zur Vorgängersingle Thinking of You, enthält Sun Is Up zwar auch an Deep-House angelehnte Elemente, dennoch entspricht das Lied viel mehr dem typischen R.I.O.-Stil. Auch Komodo (Hard Nights) und One in a Million orientierten sich an dem zu der Zeit sehr populären Big-Room-Stil. Aufgrund starker Kritik der Fans, produzierte das Duo mit Sun Is Up einen Track, der auf den markanten Dance-Pop und House-Stil aus früheren Tracks des Duos basiert. Das Lied wurde am 22. Mai 2015 veröffentlicht, jedoch blieb frühe Promotion für den Song aus und auch ein offizielles Musikvideo wurde nicht parallel zur Single-Veröffentlichung herausgebracht. Auch an den Erfolg der letzten Jahre konnten sie nicht anschließen. Sowohl eine Platzierung in den iTunes- als auch in den offiziellen Single-Charts erreichten sie nicht.

## Musikvideo
Das offiziell Musikvideo erschien mit leichter Verspätung erstmals am 3. Juni 2015 auf Zooland und zwei Tage später auch auf Kontor.TV. Es hält hinter dem normalen Liedtitel die Bezeichnung „Top 10 Men’s Favourite“ womit eine Auflistung der 10 beliebtesten Beschäftigungen eines Mannes gemeint ist. Dargestellt werden diese von einer Reihe junger, hübscher und leichbekleideter Frauen. Das Musikvideo weist eine Länge von 2 Minuten und 49 Sekunden auf. Neben den eigentlichen Szenen wird auch U-Jean gezeigt, wie er den Text des Liedes Playback singt.
| #   | #               | Beschreibung |
| --- | --------------- | --- |
| 10. | Autorennen      | Dargestellt wird dies anhand einer Carrera-Bahn, an der zwei dunkelhaarige und eine blonde Frau gegeneinander antreten.                                                                                     |
| 09. | Darts           | Eine brünette Frau wirft auf eine Dartscheibe, auf der der singende U-Jean eingeblendet wird. |
| 08. | Poker           | Vier anfangs modern gekleidete Frauen sitzen an einem Pokertisch, während sie zum einen spielen und sich zum anderen entkleiden. Auf einer Karte ist U-Jean zu sehen.                                       |
| 07. | Fußball         | Dargestellt wird dies anhand zweier Frauen, welche Torwartschießen ausüben. |
| 06. | Beer Pong       | Zwei Frauen tragen dieses Trinkspiel aus, während sie die Becher austrinken und dabei etwas über ihren Körper verschütten.                                                                                  |
| 05. | Boxen           | Ein weiteres mal treten zwei junge Frauen gegeneinander an. Auch die Vorbereitung ist hierbei als Schwerpunkt gedacht und die typischen Verhaltensmuster und Bewegungen werden parodiert.                   |
| 04. | Videospiele     | Eine blonde und eine brünette Frau spielen gegeneinander Videospiele, wobei der Fernseher hierbei genutzt wird, um U-Jean zu zeigen.                                                                        |
| 03. | Barbecue        | Zwei Frauen werden an einem Grill und während des Fleischverzehrs gezeigt. |
| 02. | Fußball schauen | Vier junge Frauen sitzen mit Popcorn und Bier auf dem Sofa, während sie Fußball schauen. Auch hier wird stattdessen U-Jean auf dem Fernseher eingeblendet. Zwei der Mädchen fangen kurzzeitig an zu jubeln. |
| 01. | 01.             | Nummer eins wird nicht konkret beschrieben. Jedoch wird eine Frau in einem Badezimmer mitsamt einer Playboy-angelehnten Zeitschrift gezeigt.                                                                |

## Mitwirkende
Der Track wurde von Yanou, Manian und Andres Ballinas geschrieben und komponiert. Der Song wurde von Yanou und Manian produziert und wurde über ihr eigenes Label Zooland Records und das Dance-Label Kontor Records veröffentlicht. Das Stück wurde von U-Jean gesungen und enthält Synthesizerelemente, die von Manian und Yanou stammen. Nachdem in den vergangenen Jahren immer wieder auf Coverversionen gesetzt wurden, ist Sun Is Up die dritte Eigenkomposition in Folge. Der Stil des Drops wurde dennoch mit dem einiger Calvin-Harris-Tracks, darunter Let’s Go verglichen.

## Rezeption

### Kritik
Sebastian Wernke-Schmiesing der Musikseite Dance-Charts gab dem Titel eine positive Rückmeldung und schrieb:

„Die Eigenkomposition, die wir im Video hören, ist eine Mischung aus klassischen House-Sounds und modernen Dance-Elementen. Lange Filter-Fahrten durch die Synth-Lines sorgen für einen Hauch Retro-House aus Frankreich. Im Mainpart fühlen wir uns sofort an ältere Produktionen von Daft Punk oder Stardust erinnert. Das wird durch die Talk-Box Effekte der Vocal unterstrichen. Sowieso steht die Vocal von U-Jean im Fokus der ‚Sun Is Up‘. Gute Laune und jede Menge Kraft und Energie versprüht der Track. Im allgemeinen ist die ‚R.I.O. feat U-Jean - Sun Is Up‘ eine typische R.I.O. Single. Hitverdächtig. Gute Laune. Sommerlich. Alle diese Stichworte treffen auf den Titel zu. Wer auf kommerziellen Dance in höchster Qualität mit hervorragenden Vocals steht, ist hier an der richtigen Adresse. Das Musikvideo liegt zwar nicht ganz auf dem Niveau des Songs, kann aber durch viel nackter Haut überzeugen“

### Kommerzieller Erfolg
Im Gegensatz zu den vorherigen Singles konnte Sun Is Up weder auf iTunes und Amazon, noch in den offiziellen Single-Charts eine Platzierung erreichen. Grund dafür war geringe Promotion sowie keine Verwendung auf Radiostationen oder ähnlichem. Auch das Musikvideo erreichte nach mehreren Wochen lediglich knapp über 100 tausend Aufrufe. Die Bewertung fiel im Gegensatz zu früheren Liedern ebenfalls nicht sonderlich gut aus.

## Versionen und Remixe
| #  | Version / Remix | Länge |
| -- | --------------- | ----- |
| 1. | Video Edit      | 3:19  |
| 3. | Extended Mix    | 4:49  |
| 4. | Zueko Remix     | 4:37  |